# Adolfo Donayre
Adolfo Donayre Jiménez (né à Ica le 10 août 1933 et mort dans la même ville le 27 mars 2011) est un footballeur péruvien évoluant comme défenseur central.
Idole du Centro Iqueño, il était surnommé El Caballero del Deporte « le gentleman du sport » en raison de son élégance balle au pied et du fair-play de son jeu,.

## Biographie

### Carrière en club
Joueur du Sporting Tabaco, Adolfo Donayre vit la transition de ce dernier qui devient Sporting Cristal en 1956 et remporte le championnat du Pérou lors de sa première année de fondation. Il s'enrôle l'année suivante au Centro Iqueño et remporte à nouveau le championnat sous les ordres de Roberto Scarone. 
Dans les années 1960, il joue pour l'Alianza Lima, et réalise le doublé en 1962 puis en 1963. Avec cette équipe, il participe à la Copa Libertadores en 1963 où il joue quatre matchs : deux rencontres face au club colombien de Millonarios, puis deux rencontres face au club brésilien de Botofago.
Il a ensuite l'occasion de s'expatrier en Colombie, à l'América de Cali, et y joue pendant deux saisons (1964 et 1965), avant de rentrer au Pérou, où il revient au Centro Iqueño. Il met fin à sa carrière dans les années 1970 à l'Octavio Espinosa, club de sa ville natale.

### Carrière en équipe nationale
International péruvien de 1953 à 1963, il y fait ses débuts le 26 juillet 1953 contre le Chili lorsqu'il substitue à la 65e min Guillermo Delgado (défaite 1-2). Près de neuf ans plus tard, le 20 mai 1962, il joue sa deuxième rencontre avec le Pérou lors de la défaite 0-4 face à l'Angleterre. Il dispute l'année suivante l'intégralité du championnat sud-américain de 1963 en Bolivie (six matchs).

### Décès
Retiré du milieu du football, Adolfo Donayre meurt à Ica, le 27 mars 2011, victime d'une pneumonie fulminante suivie d'un arrêt cardiaque.

## Palmarès
| Sporting Cristal - Championnat du Pérou (1) : - Champion : 1956. |  | Centro Iqueño - Championnat du Pérou (1) : - Champion : 1957. |  | Alianza Lima - Championnat du Pérou (2) : - Champion : 1962 et 1963. |